# Roy McFarland
Roy Leslie McFarland (Liverpool, 5 aprile 1948) è un ex calciatore e allenatore di calcio inglese, di ruolo difensore.

## Caratteristiche tecniche
È stato un difensore centrale.

## Carriera
Giocò per oltre un decennio nella massima serie inglese con il Derby County, con il quale vinse il campionato nel 1972 e nel 1975.

## Palmarès

### Giocatore

#### Club

##### Competizioni nazionali
- Second Division: 1

Derby County: 1968-1969
- Campionato inglese: 2

Derby County: 1971-1972, 1974-1975
- Community Shield: 1

Derby County: 1975

##### Competizioni internazionali
- Texaco Cup: 1

Derby County: 1972